# NGC 755
NGC 755 (NGC 763) é uma galáxia espiral barrada (SBb) localizada na direcção da constelação de Cetus. Possui uma declinação de -09° 03' 45" e uma ascensão recta de 1 horas, 56 minutos e 22,6 segundos.
A galáxia NGC 755 foi descoberta em 10 de Janeiro de 1785 por William Herschel.